# Calomyrmex
Genre
Calomyrmex est un genre de fourmis de la sous-famille des Formicinae. Il se trouve en Indonésie, en Nouvelle-Guinée et en Australie.

## Habitat
Les Calomyrmex sont des fourmis vivant ordinairement en zones arides ou semi-arides. Les plantes de leur milieu sont généralement des Eucalyptus dumosa, des Acacia burkittii (en) ou des Acacia rigens.

## Espèces
- Calomyrmex albertisi (Emery, 1887)
- Calomyrmex albopilosus (Mayr, 1876)
- Calomyrmex glauerti (Clark, 1930)
- Calomyrmex impavidus (Forel, 1893)
- Calomyrmex laevissimus (Smith, 1859)
- Calomyrmex purpureus (Mayr, 1876)
- Calomyrmex similis (Mayr, 1876)
- Calomyrmex splendidus (Mayr, 1876)
- Calomyrmex tropicus (Smith, 1861)[3]

## Source de la traduction
- (en) Cet article est partiellement ou en totalité issu de l’article de Wikipédia en anglais intitulé « Calomyrmex » (voir la liste des auteurs).